# Pixo (graffiti)

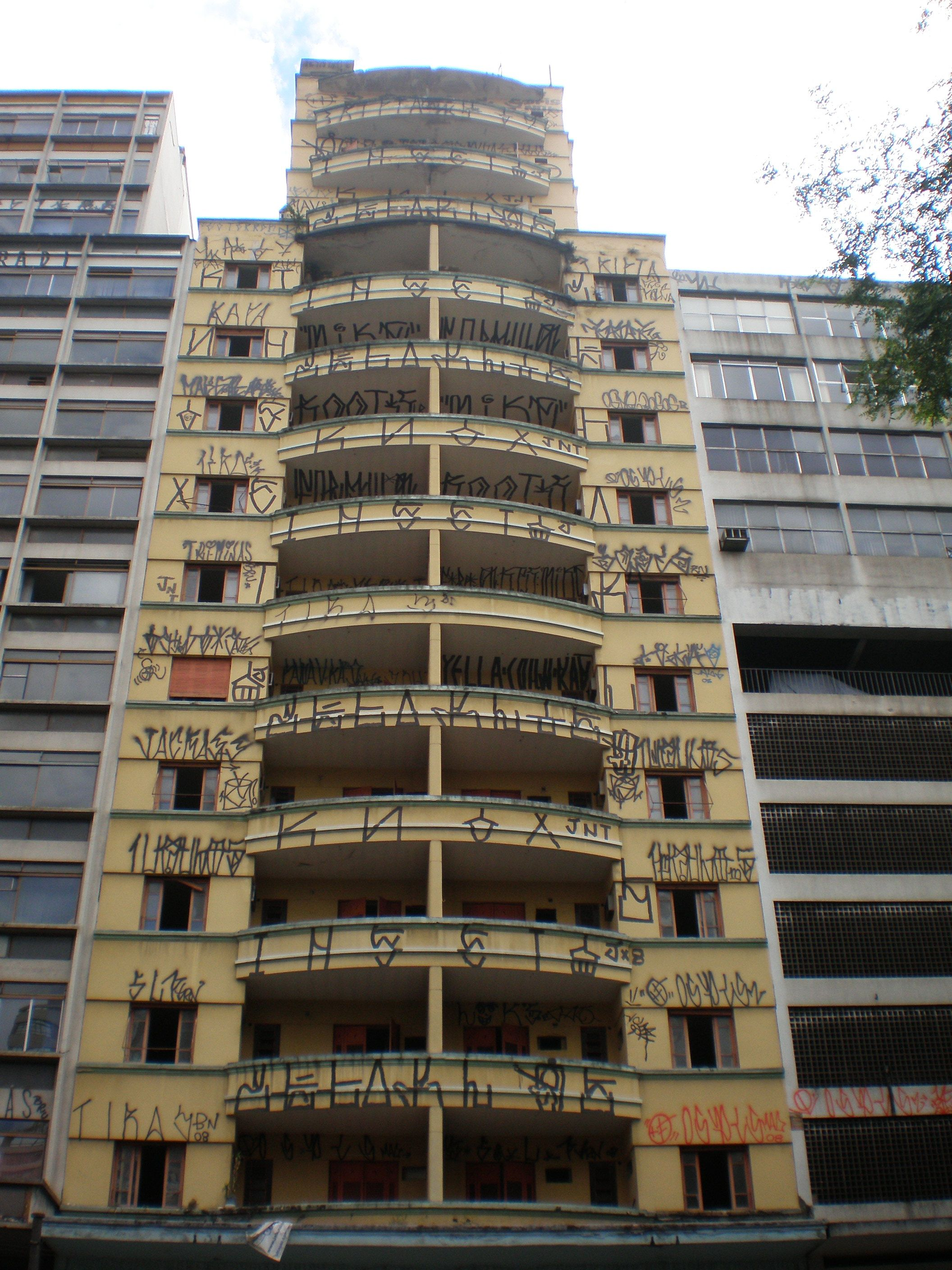
Typický příklad práce pichadores v São Paulu

Pixo (z portugalského Pichação), je unikátní forma graffiti, která vznikla v brazilském městě São Paulo. Dnešní podoba se utvářela v 80. letech. Samotní pichadores nazývají tento styl "chudým bratrancem graffiti". Název je odvozen ze slova piche (portugalsky asfalt), tér ze střech byl pro pichadores základním materiálem na výrobu barvy. I dnes se namísto nákladných sprejů často používá latexová barva.
Writeři pochází většinou z vyloučených sociálních vrstev a touto ilegální formou protestu se snaží poukázat na svoji existenci. Tvůrci zároveň i vzájemně soutěží, jakousi formou urbánního horolozectví, v umisťování svých tagů na co možná nejnedostupnější místa.
V roce 2002 bylo v Sao Paulu částečně legalizováno graffiti, avšak ne pichação.
K odkazu pichação se hlásí například streetartisté Os Gemeos.

## Definice
Pixo se vyznačuje častokrát svou vertikální podobou v kombinaci s kaligrafickým písmem podobným vikinským runám. Jedná se o specifický styl tagů, který vychází z brazilské modifikace graffiti, která vyplývá ze socio-kulturních poměrů.